# Primavalle

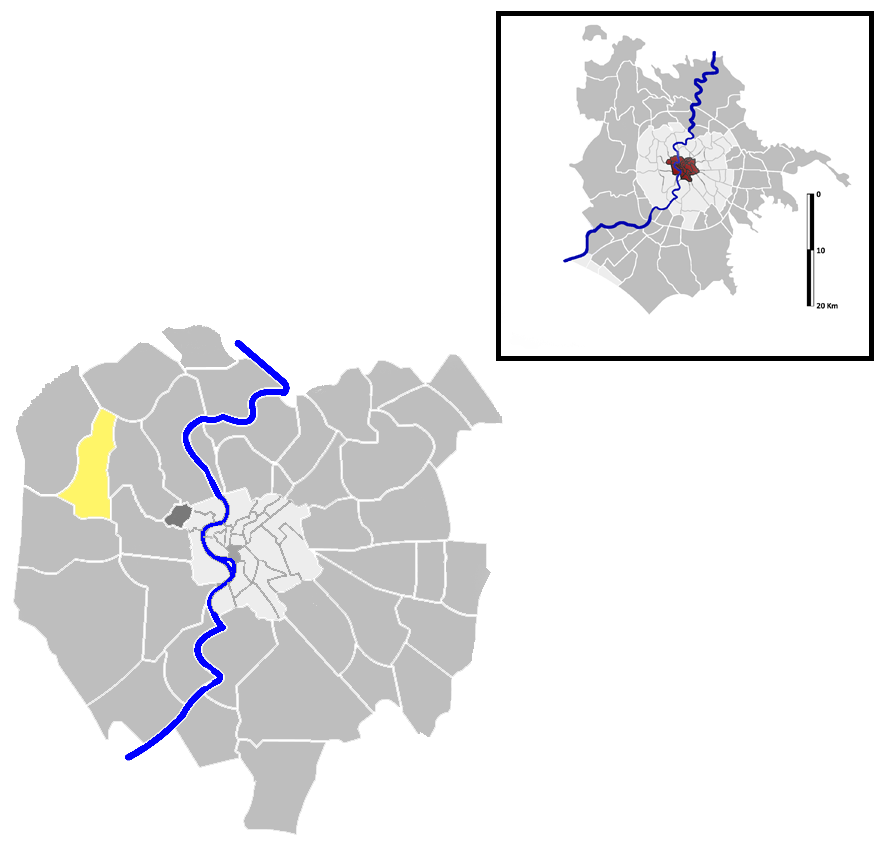
Localisation de Primavalle sur la carte administrative de Rome.

Primavalle est un quartiere (quartier) situé au nord-ouest de Rome en Italie. Il est désigné dans la nomenclature administrative par Q.XXVII et fait partie du Municipio XVIII et XIX. Sa population est de 80 446 habitants répartis sur une superficie de 4,966 6 km2.
Il forme également une « zone urbanistique » désigné par le code 19.b, qui compte en 2010 : 59 831 habitants.

## Historique
Le quartier de Primavalle fut inauguré en 1938.

## Lieux particuliers

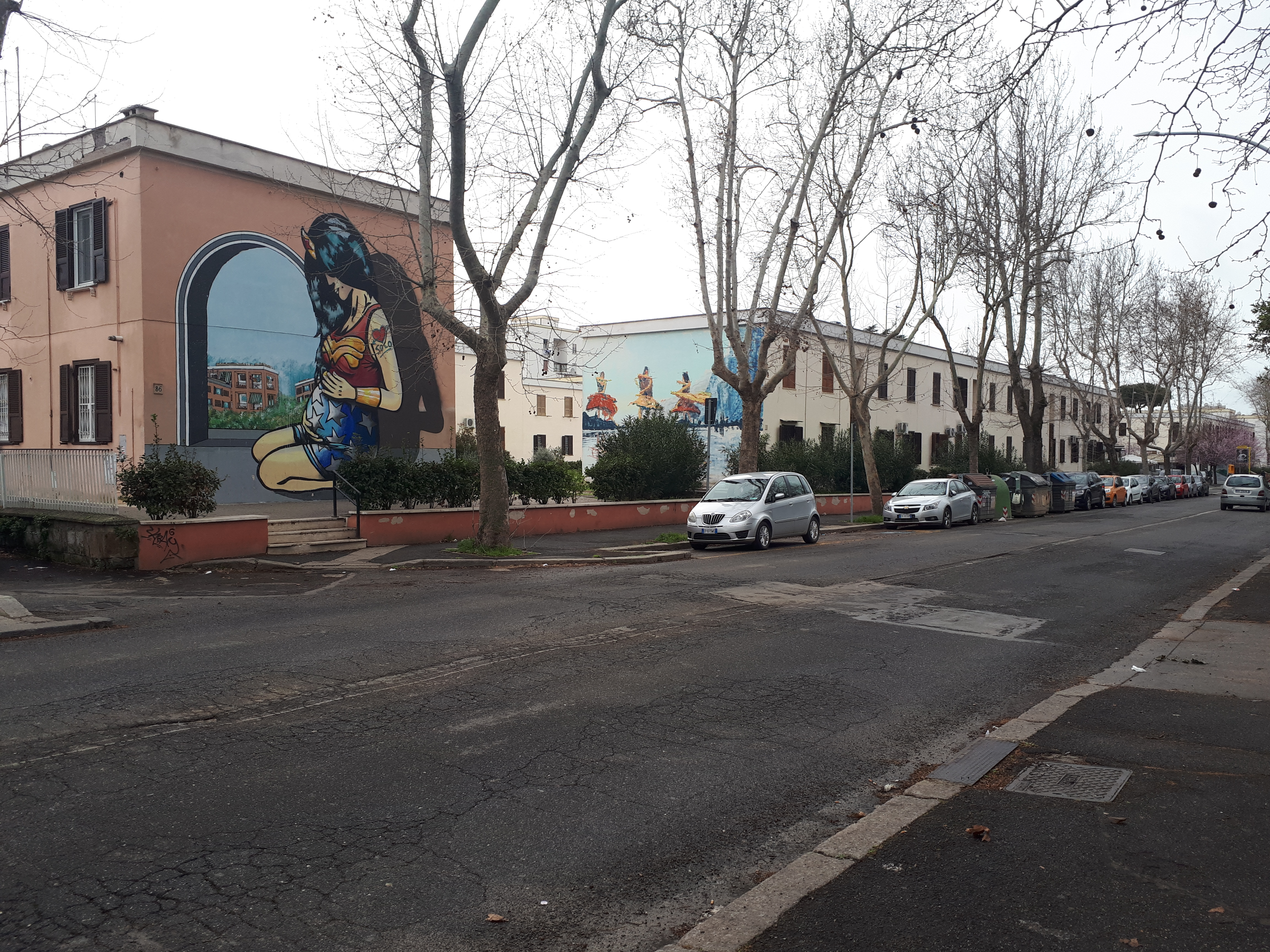
Murs peints sur la Via Borromeo.

- Église San Filippo Neri alla Pineta Sacchetti
- Parc régional urbain du Pineto
- Église Santa Maria della Salute a Primavalle
- Église Santa Maria Assunta e San Giuseppe a Primavalle
- Église Santa Maria della Presentazione
- Église San Luigi Grignion de Montfort
- Église San Lino
- Église San Giuseppe all'Aurelio
- Église San Cipriano
- Église Santa Sofia